# تمارا جيرالدين
تمارا جيرالدين (بالإندونيسية: Tamara Geraldine)‏ هي معلقة رياضية إندونيسية، ولدت في 21 مايو 1974 في جاكرتا في إندونيسيا.